# Ferrovia Salerno-Mercato San Severino
La ferrovia Salerno-Mercato San Severino è una breve linea ferroviaria campana elettrificata e a binario singolo che si snoda lungo la valle dell'Irno.

## Storia
Prevista dalla legge Baccarini, la linea fu attivata il 14 gennaio 1902.
A seguito di autorizzazione accordata con decreto ministeriale 4 aprile 1967, nº 6717, il 13 maggio venne soppresso del tutto il servizio ferroviario viaggiatori mentre venne mantenuto quello merci in regime di raccordo.
Venne riaperta il 30 settembre 1990 in funzione suburbana, sulla spinta della rilocazione dell'Università degli Studi di Salerno avvenuta negli anni ottanta presso la nuova sede nel comune di Fisciano.
Alla riapertura della tratta venne attivata la nuova stazione di Salerno Irno, dove si trovava il Dirigente Centrale Operativo (DCO) di tutta la linea, poco distante dal fiume omonimo.
Il 2 settembre 2021, contestualmente ai lavori di rinnovo del sistema di telecomando della linea (da CTC tradizionale a evoluto), la stazione di Salerno Irno è stata trasformata in fermata impresenziata e il DCO trasferito a Napoli.

### Ammodernamento e variante Università
Sin dalla riapertura della linea si è sentita la necessità di un suo collegamento al campus dell'Università degli Studi di Salerno, che dista solo quattro chilometri dal tracciato della linea.
Nel 2002 in una prima proposta si ipotizzò una variante del tracciato esistente, il cui percorso avrebbe dovuto essere: Baronissi - Università - Piazza di Pandola - Mercato San Severino.
In seguito a studi più approfonditi emersero poi diverse idee-progetto concorrenti per la realizzazione del collegamento con l'università, in sintesi:
- un primo gruppo di soluzioni prese in considerazione il riutilizzo del tracciato esistente, associato alla costruzione ex-novo di un ramo ferroviario e/o un people mover che colleghi il campus alla stazione di Fisciano;
- un altro gruppo riprese invece l'idea della "variante di tracciato", proponendo un nuovo ramo ferroviario che parta dalla stazione di Baronissi e attraversi il campus con una o più fermate, oppure dalla stazione di Fisciano, per poi raggiungere in ogni caso la stazione di Mercato San Severino.

Tutti questi progetti sono associati ad un generale ammodernamento delle infrastrutture della linea, comprendendo anche la sua completa elettrificazione che successivamente è andata in porto e si è conclusa nel 2022 con l'installazione di tutto il necessario, predisposta a entrare in funzione da gennaio 2024 (attivazione ufficiale il 7 aprile).

## Caratteristiche
| Unknown route-map component "CONTgq" | Unknown route-map component "STR+r" | Unknown route-map component "d" |

| Unknown route-map component "CONTgq" | Unknown route-map component "ABZg+r" | Unknown route-map component "d" |

| Unknown route-map component "d" | Unknown route-map component "BHFSPLa" |

|  | Unknown route-map component "d" | Unknown route-map component "vABZgl-STRl" | Unknown route-map component "vCONTfq" |

| Small bridge over water |

| Unknown route-map component "HSTeBHF" |

| Unknown route-map component "SKRZ-Ao" |

| Stop on track |

| Station on track |

| Small bridge over water |

|  |  | Unknown route-map component "tSTR2a" + Unknown route-map component "STRc2" | Unknown route-map component "tSTR3+le" | Unknown route-map component "tSTR+r" |

|  |  | Unknown route-map component "STR+1" | Unknown route-map component "tSTRl+4" + Unknown route-map component "STRc4" | Unknown route-map component "tSTRr" |

| Station on track |

| Stop on track |

| Station on track |

| Unknown route-map component "GIPl" |

| Station on track |

| Unknown route-map component "SKRZ-Au" |

|  | Unknown route-map component "ABZg+l" | Unknown route-map component "CONTfq" |

| Station on track |

| Continuation forward |

## Traffico
La linea è percorsa dai treni regionali Salerno-Avellino-Benevento e dai treni della "Circumsalernitana" (Salerno-Nocera Inferiore).